# Aulo Manlio Capitolino
Aulo Manlio Capitolino  cuatro veces tribuno consular, en 389 a. C., 385 a. C., 383 a. C. y 370 a. C. En su primer tribunado, Roma fue atacada por varios enemigos a la vez, y Aulo Manlio obtuvo el mando de uno de los tres ejércitos formados para defender la ciudad. En su segundo tribunado convenció al senado para nombrar a un dictador para llevar a cabo la guerra contra los volscos, latinos, y hérnicos.